# أبردين (ماريلاند)
أبردين (بالإنجليزية: Aberdeen, Maryland)‏ هي مدينة تقع في الولايات المتحدة في مقاطعة هارفورد بولاية ماريلاند. يقدر عدد سكانها بـ 14,959 نسمة ومساحتها 17.64 كم2 وترتفع عن سطح البحر 29 متر.

## التركيبة السكانية

### تعداد عام 2000
بلغ عدد سكان أبردين 13,842 نسمة بحسب تعداد عام 2000، وبلغ عدد الأسر 5,475 أسرة وعدد العائلات 3,712 عائلة مقيمة في المدينة. في حين سجلت الكثافة السكانية 2,166.2 نسمة لكل ميل مربع (836.4/كم2). وبلغ عدد الوحدات السكنية 5,894 وحدة بمتوسط كثافة قدره 922.4 نسمة لكل ميل مربع (356.1/كم2).
وتوزع التركيب العرقي للمدينة بنسبة 64.90% من البيض و 0.25% من الأمريكيين الأصليين و 2.48% من الأمريكيين ذوي الأصول الآسيوية و 0.09% من سكان جزر المحيط الهادئ و 27.38% من الأمريكيين الأفارقة و 3.47% من عرقين مختلطين أو أكثر.بلغ عدد الأسر 5,475 أسرة كانت نسبة 32.4% منها لديها أطفال تحت سن الثامنة عشر تعيش معهم، وبلغت نسبة الأزواج القاطنين مع بعضهم البعض 44.8% من أصل المجموع الكلي للأسر، ونسبة 17.2% من الأسر كان لديها معيلات من النساء دون وجود زوج، وكانت نسبة 32.2% من غير العائلات. تألفت نسبة 26.8% من أصل جميع الأسر من أفراد ونسبة 10.7% كانوا يعيش معهم شخص وحيد يبلغ من العمر 65 عاماً فما فوق. وبلغ الحجم الوسطي للأسر 3.02، أما الحجم الوسطي للعائلات فبلغ 2.51.
بلغ العمر الوسطي للسكان 37 عاماً. وكانت نسبة 26.4% من القاطنين تحت سن الثامنة عشر، وكانت نسبة 8.7% بين الثامنة عشر والأربعة وعشرون عاماً، ونسبة 28.6% كانت واقعةً في الفئة العمرية ما بين الخامسة والعشرون حتى والأربعة وأربعون عاماً، ونسبة 23.7% كانت ما بين الخامسة والأربعون حتى الرابعة والستون، ونسبة 12.7% كانت ضمن فئة الخامسة والستون عاماً فما فوق.

### تعداد عام 2010
بلغ عدد سكان أبردين 14,959 نسمة بحسب تعداد عام 2010، وبلغ عدد الأسر 5,801 أسرة وعدد العائلات 3,897 عائلة مقيمة في المدينة. في حين سجلت الكثافة السكانية 2,199.9 نسمة لكل ميل مربع (849.4/كم2). وبلغ عدد الوحدات السكنية 6,191 وحدة بمتوسط كثافة قدره 910.4 لكل ميل مربع (351.5/كم2).
وتوزع التركيب العرقي للمدينة بنسبة 58.9% من البيض و 0.4% من الأمريكيين الأصليين و 2.9% من الأمريكيين ذوي الأصول الآسيوية و 0.3% من سكان جزر المحيط الهادئ و 30.5% من الأمريكيين الأفارقة و 5.3% من عرقين مختلطين أو أكثر.بلغ عدد الأسر 5,801 أسرة كانت نسبة 34.3% منها لديها أطفال تحت سن الثامنة عشر تعيش معهم، وبلغت نسبة الأزواج القاطنين مع بعضهم البعض 43.5% من أصل المجموع الكلي للأسر، ونسبة 18.3% من الأسر كان لديها معيلات من النساء دون وجود زوج، بينما كانت نسبة 5.4% من الأسر لديها معيلون من الذكور دون وجود زوجة، وكانت نسبة 32.8% من غير العائلات. تألفت نسبة 26.7% من أصل جميع الأسر من أفراد ونسبة 10.8% كانوا يعيش معهم شخص وحيد يبلغ من العمر 65 عاماً فما فوق. وبلغ الحجم الوسطي للأسر 3.09، أما الحجم الوسطي للعائلات فبلغ 2.57.
بلغ العمر الوسطي للسكان 38 عاماً. وكانت نسبة 24.7% من القاطنين تحت سن الثامنة عشر، وكانت نسبة 9.2% بين الثامنة عشر والأربعة وعشرون عاماً، ونسبة 24.9% كانت واقعةً في الفئة العمرية ما بين الخامسة والعشرون حتى والأربعة وأربعون عاماً، ونسبة 28.6% كانت ما بين الخامسة والأربعون حتى الرابعة والستون، ونسبة 12.6% كانت ضمن فئة الخامسة والستون عاماً فما فوق.